# MBC 뉴스투데이 울산
《MBC 뉴스투데이 울산》은 울산MBC TV에서 매주 평일 오전 7시 20분에 방송 중인 울산 지역 아침 종합 뉴스 프로그램이다.

## 개요
울산MBC 뉴스투데이로 읽는다.

## 앵커
| 대수 | 진행자 | 진행자 | 진행 기간                         | 비고  |
| 대수 | 남성   | 여성   | 진행 기간                         | 비고  |
| ---- | ------ | ------ | --------------------------------- | ----- |
| 1대  | 빈칸   | 김연경 | 일자 미상 ~ 2017년 6월 2일        |       |
| 2대  | 최진구 | 빈칸   | 2017년 6월 5일 ~ 2017년 12월 29일 |       |
| 3대  | 빈칸   | 김연경 | 2018년 1월 2일 ~ 2018년 9월 7일   | [ 1 ] |
| 4대  | 빈칸   | 최윤영 | 2018년 9월 10일 ~ 2019년 1월 24일 | [ 2 ] |
| 5대  | 배윤호 | 빈칸   | 2019년 1월 25일 ~ 2019년 8월 16일 | [ 3 ] |
| 6대  | 빈칸   | 박성은 | 2019년 8월 19일 ~ 2020년 1월 31일 |       |
| 7대  | 배윤호 | 박성은 | 2020년 2월 3일 ~ 2020년 12월 31일 |       |
| 8대  | 이관열 | 박성은 | 2021년 1월 4일 ~ 2024년 6월 28일  |       |
| 9대  | 이관열 | 빈칸   | 2024년 7월 1일 ~ 현재             | [ 4 ] |

## 기상 캐스터
| 대수 | 진행자             | 진행 기간                         | 비고  |
| ---- | ------------------ | --------------------------------- | ----- |
| 1대  | 박지영 기상 캐스터 | 일자 미상 ~ 2019년 6월 20일       |       |
| 2대  | 윤예담 기상 캐스터 | 2019년 6월 21일 ~ 2020년 4월 3일  |       |
| 3대  | 윤수미 기상 캐스터 | 2020년 4월 6일 ~ 2023년 3월 3일   |       |
| 4대  | 성예진 기상 캐스터 | 2023년 3월 6일 ~ 2024년 12월 31일 |       |
| 5대  | 정유나 기상 캐스터 | 2025년 1월 2일 ~ 현재             | [ 5 ] |

## 경쟁 프로그램
- KBS 뉴스광장 울산 (KBS 울산 1TV)
- ubc 모닝와이드 (ubc TV)